# Phyllonorycter diaphanella
Phyllonorycter diaphanella là một loài bướm đêm thuộc họ Gracillariidae. Nó được tìm thấy ở Hoa Kỳ (Texas và Ohio).
Sải cánh dài khoảng 6 mm.
Ấu trùng ăn Quercus species, bao gồm Quercus bicolor và Quercus ilicifolia. Chúng ăn lá nơi chúng làm tổ. 